# Aphaenogaster gonacantha
Aphaenogaster gonacantha é uma espécie de inseto do gênero Aphaenogaster, pertencente à família Formicidae.